# Chieti FC 1922
Chieti Football Club 1922, zkráceně jen Chieti je italský fotbalový klub hrající v sezóně 2024/25 ve 4. italské fotbalové lize sídlící ve městě Chieti v regionu Abruzzo.

## Změny názvu klubu
- 1922/23 – 1924/25 – US Chieti (Unione Sportiva Chieti)
- 1925/26 – 1930/31 – US Pippo Massangioli (Unione Sportiva Pippo Massangioli)
- 1931/32 – US Gloria (Unione Sportiva Gloria)
- 1932/33 – 1979/80 – SS Chieti (Società Sportiva Chieti)
- 1980/81 – 1982/83 – Chieti Calcio (Chieti Calcio)
- 1983/84 – 1984/85 – SS Chieti Calcio (Società Sportiva Chieti Calcio)
- 1985/86 – AC Chieti (Associazione Calcio Chieti)
- 1986/87 – 2005/06 – Chieti Calcio (Chieti Calcio)
- 2006/07 – 2008/09 – ASD Chieti (Associazione Sportiva Dilettantistica Chieti)
- 2009/10 – SSD Chieti (Società Sportiva Dilettantistica Chieti)
- 2010/11 – 2013/14 – SS Chieti Calcio (Società Sportiva Chieti Calcio)
- 2014/15 – 2016/17 – Chieti Calcio (Chieti Calcio)
- 2017/18 – Chieti FC 1922 (Chieti Football Club 1922)

## Získané trofeje

### Vyhrané domácí soutěže
- 4. italská liga ( 3x )

1966/67, 1976/77, 1990/91
- 5. italská liga ( 4x )

1986/87, 2009/10, 2018/19, 2020/21

## Účast v ligách
| Úroveň soutěže | Název soutěže (nynější název) | První hraná sezona | Poslední hraná sezona | celkem odehraných sezon |
| -------------- | ----------------------------- | ------------------ | --------------------- | ----------------------- |
| 3              | Serie C                       | 1926/27            | 2005/06               | 40                      |
| 4              | Serie D                       | 1929/30            | 2024/25               | 35                      |
| 5              | Eccellenza                    | 1982/83            | 2020/21               | 10                      |

## Trenéři

### Známí trenéři v klubu
- Giulio Cappelli (1965–1966)
- Leonardo Costagliola (1967)
- Antonio Angelillo (1972–1973)
- Omero Tognon (1975–1976)